# Idaea fusca
Idaea fusca là một loài bướm đêm trong họ Geometridae.